# Рублёвый денежный рынок
Рублёвый денежный рынок — денежный рынок по привлечению и размещению российских рублей на срок от 1 дня до 1 года.

## Участники иструктура рынка
Участниками являются Центральный банк РФ, коммерческие банки и инвестиционные компании. Основные участники сосредоточены в Москве.
Рублевый денежный рынок является внебиржевым рынком, поэтому для его существования необходимо, чтобы банки-участники взаимно открывали торговые лимиты друг для друга. Характерной особенностью рублевого рынка в настоящее время является расслоение денежного рынка на «банки первого круга» (или «первого эшелона») и остальные. Крупные надёжные банки («первый эшелон») имеют большое количество значительных по объёму взаимных торговых лимитов друг для друга, объём их лимитов для остальных банков («второго эшелона») незначителен.

## Инструменты
- Межбанковский кредит (депозит)
- Межбанковское РЕПО
- РЕПО ЦБ
- Ломбардный кредит
- процентный своп
- валютный своп
- депозит ЦБ
- норма отчислений в Фонд обязательных резервов

## Регулирование и политика ЦБ
Регулирование рублевого денежного рынка осуществляет Центральный банк РФ. В период с 1998 по 2007 год основным инструментом регулирования денежного предложения были операции по покупке/продаже валюты. С февраля 2008 года ЦБ РФ начал переход к политике управления процентными ставками, повысив ряд ключевых процентных ставок.

## Ставки и индикаторы
Наиболее широко используемый показатель, характеризующий состояние рублевого денежного рынка—это ставка предоставления кредитов на срок «overnight». В отличие от других денежных рынков, где сформировался единый общепризнанный индикатор (см. LIBOR), на рублевом денежном рынке существует несколько ставок.

### MIBOR/MIBID/MIACR — Moscow InterBank Offered / Bid / Actual Credit Rate
Ставки MIBOR/MIBID/MIACR рассчитываются с 1996 г. ЦБ РФ на основе официальной отчетности крупнейших российских банков, формирующих свыше 80 % оборотов российского рынка межбанковских кредитов каждый рабочий день.
Ставка MIBOR рассчитывается на основе данных о заявляемых ставках, по которым отчитывающиеся банки хотели бы разместить межбанковские кредиты. Ставка MIBID рассчитывается на основе данных о заявляемых ставках, по которым отчитывающиеся банки хотели бы привлечь межбанковские кредиты. Поэтому ставка MIBOR всегда выше ставки MIBID. Ставка MIACR рассчитывается по данным о межбанковских кредитных сделках, которые фактически совершены отчитывающимися банками за период. В период стабильной ситуации на рынке ставка MIACR, как правило, выше ставки MIBID, но ниже ставки MIBOR. В нестабильные периоды ставка MIACR может выходить за пределы «коридора» ставок MIBID и MIBOR.
Ставки MIBOR,MIBID и MIACR рассчитываются на сроки 1 день, от 2 до 7 дн, от 8 до 30 дн, от 31 до 90 дн., от 91 до 180 дн, от 181 дн. до 1 года по операциям в рублях и долларах США. Публикуются на сайте ЦБ РФ и на странице Reuters MOWIBOR.

### MIACR-IG — Moscow InterBank Actual Credit Rate — Investment Grade
Ставка MIACR-IG рассчитывается по данным о фактических межбанковских кредитных сделках по предоставлению отчитывающимися банками кредитов наиболее надёжным российским банкам. Ставка MIACR-IG характеризует только текущую цену краткосрочных заимствований, без надбавки за риск (так как считается по кредитам банкам с высоким кредитным рейтингом, то есть самым надёжным банкам).
В условиях стабильной ситуации ставка MIACR-IG всегда ниже, чем ставка MIACR (так как банки дают кредиты более надёжным банкам по более низкой ставке). Чем больше разница между ставками MIACR и MIACR-IG, тем выше риски на денежном рынке.
Если ситуация на денежном рынке нестабильна, MIACR-IG может превышать MIACR (если к примеру, утром ставки были ниже, а надёжные банки не считали нужным брать кредиты, а ближе к концу дня ставки повысились, а надёжные банки вышли на рынок, средняя ставка по заимствованиям надёжных банков может быть выше рыночной)

### MosIBOR — Moscow Interbank Offered Rate
Индикативная ставка предоставления рублевых кредитов ((депозитов)) на московском межбанковском рынке, по которой банки предлагают размещать свои средства на депозитах других банков. Рассчитывается Национальной валютной ассоциацией совместно с Thomson-Reuters на основе индикативно объявляемых 16 банками ставок, «по которым банки-участники в момент объявления котировок будут готовы предоставить кредиты другим банкам-участникам». Рассчитывается в разрезе следующих сроков: overnight, 1 неделя, 2 недели, 1 месяц, 2 месяца, 3 месяца. Сроки кредитования (кроме overnight) отсчитываются с даты «сегодня».
Публиковался каждый рабочий день в 12:30 MSK на сайте НВА и на странице MOSIBOR в Reuters. С 1 января 2010 года не публикуется.

### MosPrime Rate — Moscow Prime Offered Rate
Индикативная ставка предоставления рублёвых кредитов (депозитов) на московском денежном рынке. Рассчитывается Национальной валютной ассоциацией совместно с Thomson Reuters на основе индикативно объявляемых двенадцатью банками ставок, «по которым банки-участники в момент объявления котировок будут готовы предоставить кредиты выдаваемые в соответствии с законодательством РФ первоклассным финансовым институтам, осуществляющим операции на московском денежном рынке». Рассчитывается на сроки «overnight», 1 неделя, 2 недели, 1, 2, 3 и 6 месяцев. Срок кредитования отсчитывается от даты завтра («tomorrow») за исключением ставки «overnight».
Публикуется каждый рабочий день в 12:30 по московскому времени на странице MOSPRIME= в Reuters и на сайте НВА.
В формировании MosPrime Rate участвуют следующие банки: Банк «ВестЛБ Восток» (ЗАО), ОАО Банк ВТБ, «Газпромбанк» (ОАО), ООО «Дойче Банк», "ИНГ Банк (Евразия) ЗАО, «Королевский банк Шотландии» ЗАО, ОАО «Банк Москвы», ЗАО «Райффайзенбанк», ПАО Сбербанк России, ЗАО КБ «Ситибанк», ООО «Эйч-Эс-Би-Си (RR)», ЗАО «ЮниКредит Банк».

### RIBOR — Rouble InterBank Overnight Rate
В феврале 2008 г Московская Межбанковская Валютная Ассоциация объявила о планах запустить ещё один индикатор рублевого денежного рынка RIBOR — Rouble InterBank Overnight Rate. Несмотря на название, созвучное ставкам MIBOR и LIBOR, ставка RIBOR, как и ставка MIACR, формируется на основе реальных сделок в электронной системе торгов Delta, а не на основе индикативных котировок. Показатель рассчитывается только для кредитов overnight, планируется публикация значения индикатора дважды в день (12:00 и 18:00 MSK).

### RUONIA — Rouble OverNight Index Average
Взвешенная процентная ставка по необеспеченным межбанковским кредитам (депозитам) в рублях на условиях «овернайт». RUONIA измеряет стоимость ликвидности для крупнейших банков на краткосрочном межбанковском рынке. RUONIA выступает эталонной процентной ставкой и используется в мониторинге эффективности достижения операционной цели денежно-кредитной политики Банка России. Министерство финансов выпускает облигации федерального займа с привязкой величины купона к RUONIA, а Федеральное казначейство привязывает к RUONIA стоимость размещения временно свободных бюджетных средств. На RUONIA ориентировано ценообразование части финансовых инструментов, прежде всего, облигаций и процентных деривативов. Администратором RUONIA является Банк России, который отвечает за все этапы производства процентной ставки, включая определение методики RUONIA, формирование перечня банков-участников, сбор данных, расчёт и публикацию процентной ставки. RUONIA публикуется на специализированном сайте RUONIA.ru, сайте Банка России, а также в информационных системах Refinitive и Bloomberg.

## Производные инструменты на ставки денежного рынка
На ММВБ и ФОРТС организовано обращение беспоставочных фьючерсов на среднюю однодневную ставку RUONIA и 3-месячную ставку MosPrime..
Существует рынок процентных свопов на RUONIA: международные брокерские компании, а также ряд российских и зарубежных банков котируют OIS (Overnight Index Swap) на срок до 1 года, Европейский банк реконструкции и развития (EBRD) осуществил эмиссию облигаций, привязанных к трехмесячному фиксингу OIS на RUONIA.